# Republica Autonomă Sovietică Socialistă Nahicevan
Republica Autonomă Sovietică Socialistă Nahicevan (în azeră Нахчыван Мухтар Совет Сосjалист Республикасы / Naxçıvan Muxtar Sovet Sosyalist Respublikası; în rusă Нахичеванская Автономная Советская Социалистическая Республика), pe scurt RASS Nahicevan, a fost o republică autonomă în cadrul RSS Azerbaijane, care ea însăși era o republică în cadrul Uniunii Sovietice. RASS Nahicevan a fost formată pe 16 martie 1921 și a devenit parte a RSS Azerbaijane la 9 februarie 1924.

Steagul RASS Nahicevan între anii 1937-1940